# Polymera (Polymera) niveipes
Polymera (Polymera) niveipes is een tweevleugelige uit de familie steltmuggen (Limoniidae). De soort komt voor in het Neotropisch gebied.